# Луций Креперей Мадалиан
Лу́ций Крепере́й Мадалиа́н (лат. Lucius Crepereius Madalianus; умер после 341 года) — римский государственный и политический деятель, занимавший около 335 года должность консула-суффекта.

## Биография
О происхождении Мадалиана точных сведений нету. Вполне вероятно, что его родственником был упоминаемый в групповой надписи v(ir) c(larissimus) Креперей Амантий, предполагаемый ординарный консул 345 года. 
Известно, что в течение своей карьеры Луций Креперей занимал ряд должностей, однако бо́льшая их часть не может быть точно датирована. Так, в разное время Мадалиан находился на постах квестора, претора, префекта анноны, корректора (наместника) Фламинии и Пицена, императорского легата римских провинций: сначала Африки, после — Азии. 
Около 335 года Мадалиан был консулом-суффектом. В 341 году он занимал должность викария Италии. После он вновь был направлен в Африку: на этот раз с полномочиями проконсула. Также Мадалиан носил титул комита 1-го ранга.
Возможно, сыном Луция Креперея был Креперей Оптатиан.

## Примечание
1. ↑  Corpus Inscriptionum Latinarum 6, 1743, Corpus Inscriptionum Latinarum 6, 31619